# Habsburger Post (1490–1556)
Die Entstehung eines länderübergreifenden Postnetzes ist eng mit der Geschichte der Habsburger Kaiser und dem Aufstieg der Taxis-Familie, die sich seit 1650 Thurn und Taxis nannte, verknüpft und wird nur unter Einbeziehung des historischen Hintergrundes verständlich.

## Voraussetzungen
Seit dem Altertum nutzten Großreiche wie Persien, Rom und China Wechselstationen zur beschleunigten Nachrichtenübermittlung. In festgelegten Stationen (Posten) konnten Boten oder Reisende Pferde wechseln, oder es wurden Schriftstücke oder andere Gegenstände wie Schmuck oder Gold in Säcken durch Fußboten oder Postreiter befördert. Die Organisation solcher Stafetten war teuer. Es mussten Straßen gebaut und Stationen mit Personal und Pferden bereitgestellt werden.
Nach dem Ende des römischen Reiches dauerte es lange, bis es in Europa wieder Pferdewechselstationen gab. Im 13. Jahrhundert waren es zunächst Herbergen an Straßen, wo Reisende zur beschleunigten Fortbewegung Pferde mit Begleitung mieten konnten. Im 15. Jahrhundert entstanden in Rom und Venedig Kuriergesellschaften, die Pferdewechselstationen einrichteten.
In dieser Zeit begannen auch einige Staaten in Europa, Stafetten zur Beförderung von Nachrichten und Reisenden einzurichten. Das Herzogtum Mailand organisierte bereits am Ende des 14. Jahrhunderts erste Pferdestafetten. In der zweiten Hälfte des 15. Jahrhunderts führte Ludwig XI. Pferdewechselstationen in Frankreich ein.

## Das Postwesen unter Maximilian I.

### Die Anfänge

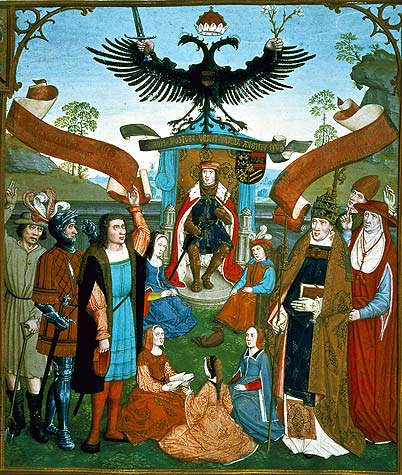
Huldigung der weltlichen und geistlichen Stände (inkl. des Papstes!), Buchmalerei von Petrus Almaire um 1515

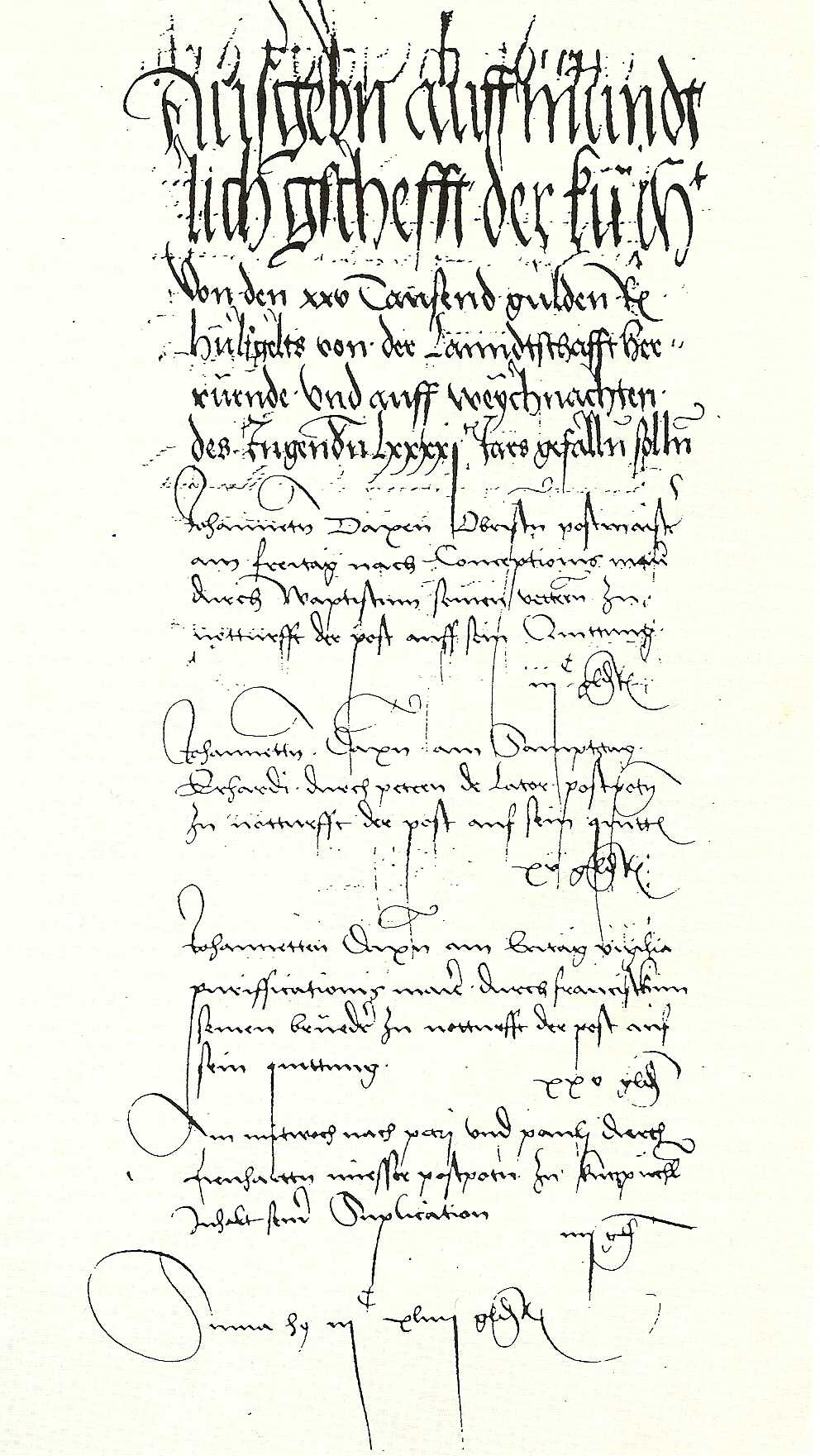
Nennung von Janetto, Johann Baptista und Franz von Taxis in den Innsbrucker Raitbüchern 1490

Erste staatliche Nachrichtenstafetten im deutschsprachigen Raum gab es ab März 1490. Maximilian, einziger Sohn Kaiser Friedrichs III., war im Jahre 1486 mit Hilfe seines Vaters zum deutschen König gewählt worden und hatte im Frühjahr 1490 von seinem Onkel Siegmund, der keine legitimen Erben hatte, die Herrschaft über das Land Tirol übernommen. Maximilian machte Innsbruck zu seiner Hauptresidenz und ließ von dort aus erste Stafetten mit Felleisen, verbunden mit einem Reiter- und Pferdewechsel in die Burgundischen Niederlande reiten, weil sein minderjähriger Sohn Philipp in Mechelen erzogen wurde. Zwei weitere Kurierlinien mit Pferdewechselstationen führten nach Rom und an den französischen Königshof, wo seine minderjährige Tochter Margarethe lebte. Die erste Kriegsstafette ritt kurzfristig ab August 1490. Nach dem Tod von Matthias Corvinus bewarb sich Maximilian um die ungarische Krone und scheiterte. Daraufhin eroberte er in einem ersten Kriegszug die bis 1495 an Ungarn verlorenen österreichischen Gebiete mit Wien und der Steiermark zurück.
Da Maximilian die finanziellen Mittel für ein eigenes Postnetz fehlten, verpflichtete er für die Organisation und Betreibung der Stafetten den Italiener Janetto de Tassis. Dieser entstammte einer bekannten Kurierfamilie aus Cornello bei Bergamo. Nach Übernahme des Amtes zog Janetto seinen Bruder Francesco (Franz von Taxis) und seinen Neffen Johann Baptista von Taxis hinzu.
In Innsbruck wurde der Familienname zunächst in „Dachs“ eingedeutscht, wenig später in „Taxis“ umgewandelt und im Jahre 1512 nach Erhalt des einfachen Adelsbriefs in „von Taxis“ geändert. Den Reichsfreiherrentitel erhielt der Brüsseler Familienzweig 1608, den Reichsgrafentitel 1624 und den Reichsfürstentitel 1696, nach einer vom Kaiser genehmigten Namenserweiterung in „von Thurn und Taxis“ Im Ausland trat die Familie weiter unter dem Namen „de Tassis“ auf.

### Organisation und Aufbau
Janetto beauftragte Eigentümer von Herbergen und Fähren, in bestimmten Abständen Pferde für die königlichen Kuriere bereitzuhalten. Für jeden Pferdewechsel zahlten die Kuriere den Herbergsbesitzern einen vorher vereinbarten Preis. Ein solches System funktionierte nur dann, wenn es genügend Kuriere oder Postreisende gab, die Pferde wechselten.
Viele Mitglieder der Taxis-Familie befanden sich ab 1490 als Postmeister und Kuriere in Habsburger Diensten. Die häufigen Zahlungsschwierigkeiten ihrer Auftraggeber zwangen die Familie dazu, zusätzliche Einnahmequellen zu erschließen. So verkauften die Mitglieder heimlich Nachrichten gegen Bezahlung, beförderten Briefe für Außenstehende und vermittelten den Bankhäusern zwischen Antwerpen und Rom das Recht zum Pferdewechsel für ihre Kuriere.
Die regelmäßige Briefbeförderung mit Reitern auf der Niederländischen Postroute endete bereits 1491, weil die Hofkammer in Innsbruck aus Geldmangel die Zahlungen einstellte. Ab 1492 bis 1500 gab es jedoch wieder Felleisenlinien von Innsbruck aus zu den Reichstagen, die aber von einheimischen Postmeistern betreut wurden.
Nachdem Maximilian im Jahre 1494 Bianca Maria Sforza, eine Nichte von Ludovico Sforza, geheiratet hatte, übernahm der Mailänder Herzog bis 1500 die Kosten der Stafetten von Mailand in das Reich. Nach der Entlassung aus der Vormundschaft im August 1494, beteiligte sich auch Philipp, der neue Herzog von Burgund, an den Kosten zur Betreibung der Niederländischen Postroute.

### Gründung einer burgundisch-niederländischen Zentrale unter Franz von Taxis

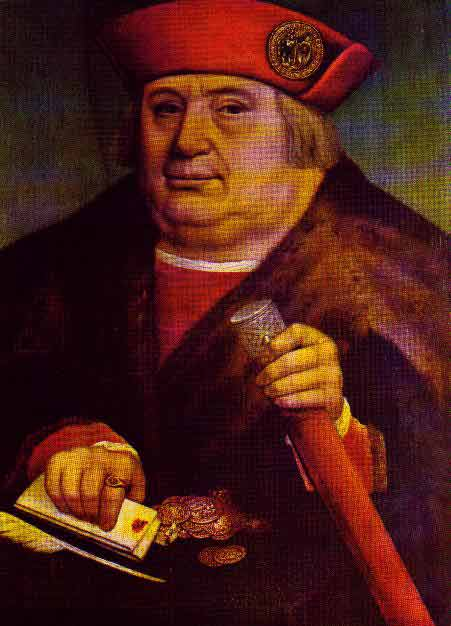
Franz von Taxis, zeitgenössisches Gemälde

Philipp heiratete am 20. Oktober 1496 die spanischen Infantin Juana. Sein erster Sohn Karl wurde am 24. Februar 1500 in Gent geboren. Da der spanische Thronfolger gestorben war, verstärkte Philipp in den nächsten Jahren seine Bemühungen, den Erbanspruch seines Sohnes in Spanien und Frankreich abzusichern. Dazu benötigte er einen länderübergreifenden Kurierdienst. Aus diesem Grund setzte er am 1. März 1501 Franz de Tassis zum burgundischen Postmeister ein.
Nach dem Tod der Königin Isabella von Kastilien im November 1504 wurde Philipp als Vertreter seiner geisteskranken Frau König von Kastilien. Zur politischen Abstimmung mit Maximilian, dem französischen König, Ferdinand von Aragon und Kastilien benötigte Philipp weitere Nachrichtenstafetten.
Im Januar 1505 schloss Philipp mit Franz de Tassis in Brüssel einen Postvertrag. Darin wurde festgelegt, dass Philipp die Zahlung für die Stafettenlinien bis zum Aufenthaltsort Maximilians übernahm. Ebenso war Franz hauptverantwortlich für die Einrichtung der neuen Routen. Als Postmeister erhielt er eine Jahrespauschale, Einzelabrechnungen entfielen.
Über den Erbanspruch von Philipps Kindern kam es zum Streit mit dem in Spanien herrschenden König Ferdinand von Aragon. Philipp konnte die Herrschaft in Kastilien erst Ende April 1506 antreten und starb im September desselben Jahres.
Der Postvertrag behielt seine Gültigkeit, nicht aber die Jahrespauschale und das Postnetz.

### Die Zeit bis zum Tod Maximilians
Nach Philipps Tod bestimmte Maximilian allein die Linienführung. Seine Tochter Margarethe, die Maximilian als niederländische Statthalterin eingesetzt hatte, verweigerte trotz reduzierter Pauschale immer wieder die Zahlungen.
Maximilian verlagerte ab 1507 seine kriegerischen Aktivitäten nach Italien. Das Hauptziel war Venedig. Nachdem eine Kaiserkrönung durch den Papst gescheitert war, ließ sich Maximilian im Jahre 1508 in Trient zum „erwählten Kaiser“ ausrufen. Der Reichsadel und der Papst bestätigten diese „Krönung“.
Janetto hatte 1508 im Krieg gegen Venedig für den Stadtstaat Partei ergriffen, fiel deshalb beim Kaiser in Ungnade und wurde 1509 inhaftiert.
Im Jahre 1512 erhielten Franz und seine Brüder, darunter auch der inhaftierte Janetto, sowie Johann Baptista und dessen Brüder Maffeo und Simon den einfachen Adelsbrief. Selbst Gabriel in Innsbruck durfte sich mit einem „von“ schmücken. Zwei Jahre später erhielten auch die Taxis-Kuriere Bartholomäus, Serafin, Hieronymus und Christoph, sowie dessen Sohn Anton das „von“. Bei der Vergabe von Adelstiteln verhielten sich die Habsburger gegenüber den Taxis auch später großzügig. Die nächste Adelsstufe, den Reichsfreiherrenstand, erreichten sie trotzdem erst im Jahre 1608.
Im Jahre 1513 beschuldigte die Innsbrucker Hofkammer Gabriel von Taxis der verbotenen Fremdbeförderung von Briefen und Johann Baptista von Taxis der Falschabrechnung. Die anschließende Untersuchung wurde im Jahre 1515 von Maximilian niedergeschlagen.
Franz organisierte auch weiter mit Johann Baptista und dem Innsbrucker Postmeister Gabriel die Nachrichtenübermittlung und den Kurierdienst von Maximilian. Die finanziellen Schwierigkeiten endeten erst nach dem Tod Ferdinands von Aragon im Jahre 1516.

### Änderungen unter Karl als spanischem König
Maximilians Enkel Karl wurde in Brüssel als Sechzehnjähriger zum spanischen König ausgerufen. Er übernahm sogleich den Befehl über die burgundische Post und ließ neue Linien nach Frankreich, Spanien und über Innsbruck nach Rom und Neapel einrichten. Der Postvertrag mit Franz und Johann Baptista von Taxis regelte auch die Bezahlung.
Nach dem Tod des Franz von Taxis im Jahre 1517 schloss Karl in Spanien erneut einen Postvertrag mit Johann Baptista v. Taxis ab. Die Pauschale wurde reduziert, da die Stafette von Brüssel nach Rom und Neapel entfiel.

## Das Postwesen unter Karl V.

### Noch keine Öffnung der kaiserlichen Postrouten für den privaten Briefverkehr
Im Januar 1519 starb Kaiser Maximilian. Am 28. Juni 1519 wählten die Kurfürsten in Frankfurt dessen Enkel Karl in Abwesenheit einstimmig zum deutsch-römischen König. Im Jahre 1520 wurde Karl in Aachen zum König gekrönt und ließ sich, wie vor ihm Maximilian zum „erwählten Kaiser“ ausrufen. Aus der burgundisch-spanischen Post wurde nun eine kaiserlich-spanische Post.
Diese Post war dezentral organisiert. Die Hauptzentrale wurde ab 1517 von Johann Baptista von Taxis in Brüssel geleitet. Daneben gab es ab 1518 ein unabhängiges Postamt in Madrid unter Maffeo de Tassis und ein spanisches Postamt in Rom unter Simon von Taxis. Dem folgten ab 1521 ein Postamt in Venedig unter David von Taxis und ab 1527 die Postämter Rom und Mailand in Personalunion unter Simon von Taxis. Ab 1543 kamen weitere kaiserliche Postämter in Antwerpen (Anton von Taxis) und Augsburg (Seraphin I von Taxis) hinzu.
Es war eine länderübergreifende Nachrichtenübermittlung, die allein Habsburger Interessen diente und nicht von der Öffentlichkeit genutzt werden konnte. So erhielt Johann Baptista am 6. November 1520 von Karl V. ein Schreiben aus Köln, wo ein Verbot der Fremdbeförderung ausgesprochen wurde.

### Die Öffnung für den privaten Briefverkehr
Nach einem langen Spanienaufenthalt vom Mai 1522 bis August 1529 und einem Zwischenaufenthalt in Italien (Krönung 1530) kehrte Karl V. ins Deutsche Reich und ab 1531 in die Niederlande zurück. Nun wurden auch die Poststationen in den Niederlanden mit Posthaltern vor Ort besetzt und deren rechtliche Position verbessert. An die Stelle eines Verbotes trat die Duldung einer Fremdbeförderung von Briefen. Dies wurde verstärkt auf der Niederländischen Route genutzt.

### Die Gründung einer ersten Territorialpost als unabhängige Hofpost
Der am 10. März 1503 geborene Bruder von Karl, Ferdinand war in Spanien erzogen worden. Er kam erst 1518 nach Brabant, heiratete 1521 die ungarische Königstochter Anna und übernahm 1522 die Verwaltung der fünf österreichisch-habsburgischen Herzogtümer und des Landes Württemberg. Er begründete 1523 eine eigene Territorialpost und machte Gabriel von Taxis aus Innsbruck zu seinen ersten Postkoordinator. Er nannte diese Territorialpost „Hofpost“, und so entstand die erste Landespostanstalt im Deutschen Reich. In einer Postinstruktion wurde das Teilstück der Niederländischen Linie zwischen Trient, Bozen, Innsbruck, Augsburg, Stuttgart und Rheinhausen auch als Hofpostlinie betrieben. Die unterschiedliche Nutzung wurde durch eine Kostenaufteilung vertraglich geregelt. Abzweiglinien gingen nach Wien, nach Freiburg im Breisgau und zur Stammresidenz nach Ensisheim im Elsass. In diesen Stationen gab es zum ersten Mal langfristig beschäftigte Posthalter.
Ferdinand wurde 1526 böhmischer und ungarischer König. Nach der Kaiserkrönung seines Bruders Karl durch den Papst im Jahre 1530 wählten ihn die Kurfürsten im Jahre 1531 zum deutschen König. Seine Hofpost diente allein dynastischen Zwecken und nicht der Allgemeinheit.

### Das Verbot einer privaten Postbeförderung im Jahre 1545
Das wachsende Interesse der Öffentlichkeit am Briefverkehr wurde vorläufig nur durch die städtischen Botenanstalten, Marktschiffe und die sehr verbreitete Metzgerpost befriedigt.
Ab 1540 verstärkte die kaiserliche Taxis-Zentrale in Brüssel ihre Bemühungen, zusätzlich Privatkunden für die Niederländische Postroute zu gewinnen. Kaiser Karl hatte erkannt, dass man Spione besser aufspüren konnte, wenn die Kontrolle von Auslandsbriefen durch die Taxis-Post erfolgte.
Am 21. Dezember 1540 wurden die Postämter Bobenheim, Diedelsheim und Rheinhausen an die Brüder Seraphin I und Bartholomäus von Taxis übertragen und für den privaten Briefverkehr geöffnet. Am 4. Juni 1543 bestätigte der Kaiser Seraphin die Verleihung und erweiterte sie auf die Postämter Augsburg und Roßhaupten bei Scheppach.
Am 31. Dezember 1543 wurde Anton von Taxis Postmeister in Antwerpen. Dann folgte am 8. Mai 1545 ein kaiserlicher Erlass, der es Privatpersonen und Kaufleuten verbot, in den Niederlanden Briefe und Pakete per Pferdewechsel auf eigene Rechnung ins Ausland zu befördern. Damit bekam die Taxis-Familie das Monopol über die länderübergreifende Privatbeförderung von Briefen aus den Niederlanden.
Die religiösen Auseinandersetzungen im Deutschen Reich führten zum Schmalkaldischen Krieg (1545–1550) und zu einem Fürstenaufstand, der erst im Augsburger Religionsfrieden von 1555 beigelegt wurde.

### Konfessionsbedingte Streitigkeiten
Im Jahre 1546 ging der protestantische Rat von Augsburg in Opposition zum Kaiser. Die städtischen Befestigungen wurden ausgebaut und das Posthaus vor dem Stadttor abgerissen.
Nachdem sich Augsburg wieder dem Kaiser unterworfen hatte, übernahm der Füssener Postmeister Innozenz v. Taxis zwischen 1547 und 1550 die Verwaltung des kaiserlichen Postamtes in Augsburg und sorgte dafür, dass die Stadt das zerstörte Posthaus wieder aufbaute. Das kaiserlich-spanische Postamt in Augsburg wurde ab 1550 wieder von Seraphin I verwaltet.
Anfang 1551 eröffnete Brüssel eine regelmäßig verkehrende Stafettenpost einmal pro Woche in beiden Richtungen zwischen Antwerpen, Brüssel und Augsburg. Dies war die erste regelmäßige Postlinie, in der bestimmte Abgangs- und Ankunftstermine eingehalten wurden und der Beginn eines organisierten Briefverkehrs, der bis heute besteht.
Nach dem Tod von Seraphin im Jahre 1556 sollten die beiden Söhne seines Bruders Bartholomäus die Nachfolge antreten. Georg verzichtete jedoch zugunsten seines minderjährigen Bruders Seraphin II. auf das Amt. Bis zu Seraphins Volljährigkeit wurde das Postamt für sechs Jahre an den Hofpostmeister Christoph von Taxis verpachtet.
Am 8. August 1556 trat Karl V. als Kaiser zurück. Er überließ es seinem Bruder Ferdinand, Zeit und Ort der Nachfolge zu bestimmen.

Weitere Entwicklung: